# Max von Pauer
Max von Pauer (Londres, Reino Unido, 31 de octubre de 1866 - 1945) fue un pianista y compositor inglés.
Recibió la primera formación pianística de su padre, el famoso compositor y pianista Ernest Pauer. Más tarde su padre lo envió a Colonia donde estudia con Franz Lachner, y donde permanece desde 1881 a 1885. Durante estos años da sus primeros conciertos en público. También viaja por Holanda, Alemania e Inglaterra.
En 1887 fue nombrado profesor de piano en el Conservatorio de Colonia, y en 1887 es trasladado a Stuttgart, en 1908 es nombrado director del Conservatorio al morir Samuel de Lange. Max von Pauer, disfrutó de una plena carrera tanto como concertista como un distinguido profesor de piano. Fue invitado para ser profesor en los conservatorios de Praga y Moscú pero rechazó las ofertas.
En 1893 fue nombrado Miembro del Tribunal de Piano en Darmstadt. Es autor de algunas obras para piano, y colaboró en la edición del Klavierschule, de los editores Lebert-Starkschen de Stuttgart (1904). También realizó diversos arreglos de sinfonías de Joseph Haydn y Wolfgang Amadeus Mozart.